# Seznam varhan v Paříži
Seznam varhan v Paříži obsahuje varhany v Paříži, které se nacházejí ve veřejných budovách.
| Obvod | Umístění                                                         | Vyobrazení                                             |
| ----- | ---------------------------------------------------------------- | ------------------------------------------------------ |
| 1.    | Kostel Nanebevzetí Panny Marie                                   |                                                        |
| 1.    | Oratoire du Louvre                                               |                                                        |
| 1.    | Kostel svatého Eustacha                                          |                                                        |
| 1.    | Kostel Saint-Germain-l'Auxerrois                                 |                                                        |
| 1.    | Kostel svatého Lupa a svatého Jiljí                              |                                                        |
| 1.    | Kostel svatého Rocha                                             |                                                        |
| 2.    | Bazilika Panny Marie Vítězné                                     |                                                        |
| 3.    | Kostel Saint-Denys-du-Saint-Sacrement                            |                                                        |
| 3.    | Kostel Saint-Nicolas-des-Champs                                  |                                                        |
| 3.    | Katedrála Sainte-Croix-des-Arméniens                             |                                                        |
| 3.    | Kostel svaté Alžběty Uherské                                     |                                                        |
| 3.    | Synagoga Nazareth                                                |                                                        |
| 4.    | Katedrála Notre-Dame                                             |                                                        |
| 4.    | Cité internationale des arts                                     |                                                        |
| 4.    | École des Francs-Bourgeois                                       |                                                        |
| 4.    | Kostel Notre-Dame-des-Blancs-Manteaux                            |                                                        |
| 4.    | Temple du Marais                                                 |                                                        |
| 4.    | Kostel svatého Gervásia a Protásia                               |                                                        |
| 4.    | Kostel Saint-Louis-en-l'Île                                      |                                                        |
| 4.    | Kostel svatého Mederika                                          |                                                        |
| 4.    | Kostel svatého Pavla a Ludvíka                                   |                                                        |
| 4.    | Kostel Billettes                                                 |                                                        |
| 5.    | Kaple Kongregace svatého Ducha                                   |                                                        |
| 5.    | Kaple Lycea Jindřicha IV.                                        |                                                        |
| 5.    | Kaple Sainte-Ursule de la Sorbonne                               |                                                        |
| 5.    | Evangelický kostel svatého Marcela                               |                                                        |
| 5.    | Katedrála Panny Marie Libanonské                                 |                                                        |
| 5.    | Kostel Val-de-Grâce                                              |                                                        |
| 5.    | Kostel Saint-Étienne-du-Mont                                     |                                                        |
| 5.    | Kostel Saint-Jacques-du-Haut-Pas                                 |                                                        |
| 5.    | Kostel svatého Medarda                                           |                                                        |
| 5.    | Kostel Saint-Nicolas-du-Chardonnet                               |                                                        |
| 5.    | Kostel svatého Severína                                          |                                                        |
| 5.    | Schola Cantorum                                                  |                                                        |
| 6.    | Kaple Kongregace Bon-Secours                                     |                                                        |
| 6.    | Kaple svatého Vincence z Pauly                                   |                                                        |
| 6.    | Kaple Pomocných sester                                           |                                                        |
| 6.    | Kaple Sœurs du Saint-Enfant Jésus                                |                                                        |
| 6.    | École César-Franck                                               |                                                        |
| 6.    | Kostel Notre-Dame-des-Champs                                     |                                                        |
| 6.    | Reformovaný kostel Luxembourg                                    | vyobrazení                                             |
| 6.    | Klášter Saint-Germain-des-Prés                                   |                                                        |
| 6.    | Kostel svatého Ignáce z Loyoly                                   |                                                        |
| 6.    | Kostel Saint-Joseph-des-Carmes                                   |                                                        |
| 6.    | Kostel svatého Sulpicia                                          |                                                        |
| 7.    | Bazilika svaté Klotyldy                                          |                                                        |
| 7.    | Kaple v École militaire                                          | vyobrazení                                             |
| 7.    | Františkánská kaple Réparatrices de Jésus-Hostie                 |                                                        |
| 7.    | Kaple Notre-Dame-de-la-Médaille-miraculeuse                      |                                                        |
| 7.    | Kaple zahraničních misií                                         |                                                        |
| 7.    | Kaple Notre-Dame-du-Bon-Conseil                                  |                                                        |
| 7.    | Americký kostel v Paříži                                         |                                                        |
| 7.    | Baptistický evangelický kostel v Paříži                          |                                                        |
| 7.    | Reformovaný kostel svatého Jana                                  |                                                        |
| 7.    | Kostel svatého Františka Xaverského                              |                                                        |
| 7.    | Invalidovna                                                      |                                                        |
| 7.    | Kostel Saint-Pierre-du-Gros-Caillou                              |                                                        |
| 7.    | Kostel svatého Tomáše Akvinského                                 |                                                        |
| 7.    | Institut national des jeunes aveugles                            | vyobrazení                                             |
| 7.    | Klášter Penthemont                                               |                                                        |
| 8.    | Kaple Lycea Fénélon                                              |                                                        |
| 8.    | Kaple Těla Kristova                                              |                                                        |
| 8.    | Kaple kláštera dominikánů                                        |                                                        |
| 8.    | Conservatoire national de région                                 |                                                        |
| 8.    | École Fénélon                                                    |                                                        |
| 8.    | Americká katedrála v Paříži                                      |                                                        |
| 8.    | Anglikánský kostel svatého Josefa                                |                                                        |
| 8.    | Anglikánský kostel svatého Michaela                              |                                                        |
| 8.    | Katedrála Saint-Jean-Baptiste                                    |                                                        |
| 8.    | Dánský kostel v Paříži                                           |                                                        |
| 8.    | Kostel Saint-André-de-l'Europe                                   |                                                        |
| 8.    | Kostel svatého Augustina                                         |                                                        |
| 8.    | Kostel Saint-Philippe-du-Roule                                   |                                                        |
| 8.    | La Madeleine                                                     |                                                        |
| 8.    | Reformovaný kostel svatého Ducha                                 |                                                        |
| 9.    | Kaple lycea Jacques-Decour                                       | vyobrazení Archivováno 22. 7. 2020 na Wayback Machine. |
| 9.    | Německý evangelický kostel v Paříži                              |                                                        |
| 9.    | Evangelický kostel Vykoupení                                     |                                                        |
| 9.    | Panny Marie Loretánské                                           |                                                        |
| 9.    | Kostel svatého Evžena a svaté Cecilie                            |                                                        |
| 9.    | Kostel Saint-Louis-d'Antin                                       |                                                        |
| 9.    | Kostel Nejsvětější Trojice                                       |                                                        |
| 9.    | Opéra Garnier                                                    |                                                        |
| 9.    | Théâtre de l'Œuvre                                               |                                                        |
| 9.    | Synagoga Buffault                                                |                                                        |
| 9.    | Velká synagoga                                                   |                                                        |
| 10.   | Kaple nemocnice Lariboisière                                     |                                                        |
| 10.   | Reformovaný kostel La Rencontre                                  |                                                        |
| 10.   | Kostel svatého Josefa                                            |                                                        |
| 10.   | Kostel svatého Vavřince                                          |                                                        |
| 10.   | Kostel Saint-Martin-des-Champs                                   |                                                        |
| 10.   | Kostel svatého Vincence z Pauly                                  |                                                        |
| 11.   | Bazilika Panny Marie Věčné pomoci                                |                                                        |
| 11.   | Kaple Panny Marie Usmiřovatelky z La Saletty                     |                                                        |
| 11.   | Luteránský kostel Bon Secours                                    |                                                        |
| 11.   | Kostel Panny Marie Nadějné                                       |                                                        |
| 11.   | Kostel Foyer de l'Âme                                            |                                                        |
| 11.   | Kostel svatého Ambrože                                           |                                                        |
| 11.   | Kostel Saint-Joseph-des-Nations                                  |                                                        |
| 11.   | Kostel svaté Markéty                                             |                                                        |
| 12.   | Kaple Fondation Eugène Napoléon                                  |                                                        |
| 12.   | Kostel Neposkvrněného početí Panny Marie                         |                                                        |
| 12.   | Kostel Notre-Dame-de-la-Nativité de Bercy                        |                                                        |
| 12.   | Kostel Saint-Antoine-des-Quinze-Vingts                           |                                                        |
| 12.   | Kostel svatého Eligia                                            |                                                        |
| 12.   | Kostel svatého Ducha                                             |                                                        |
| 12.   | Dům Kongregace svatých sester a věčné adorace                    |                                                        |
| 13.   | Kaple nemocnice Salpêtrière                                      |                                                        |
| 13.   | Luteránský kostel Nejsvětější Trojice                            |                                                        |
| 13.   | Kostel Notre-Dame de la Gare                                     |                                                        |
| 13.   | Reformovaný kostel Port-Royal                                    | vyobrazení                                             |
| 13.   | Kostel svatého Hippolyta Římského                                |                                                        |
| 13.   | Kostel svatého Marcela                                           |                                                        |
| 13.   | Kostel Sainte-Anne de la Butte-aux-Cailles                       |                                                        |
| 13.   | Kostel svaté Rozálie                                             |                                                        |
| 14.   | Kaple Františkánského kláštera                                   |                                                        |
| 14.   | Kaple svatého Josefa z Cluny                                     |                                                        |
| 14.   | Evangelicko-baptistický kostel v Paříži                          | vyobrazení                                             |
| 14.   | Kostel Panny Marie Růžencové                                     |                                                        |
| 14.   | Kostel Notre-Dame-du-Travail                                     |                                                        |
| 14.   | Kostel Montparnasse-Plaisance                                    |                                                        |
| 14.   | Kostel svatého Dominika                                          |                                                        |
| 14.   | Kostel Saint-Pierre-de-Montrouge                                 |                                                        |
| 15.   | Kaple špitálských bratří svatého Jana z Boha                     |                                                        |
| 15.   | Kaple Malých sester Nanebevzetí                                  |                                                        |
| 15.   | Luteránský kostel Zmrtvýchvstání                                 |                                                        |
| 15.   | Kostel Notre-Dame-de-l'Arche-d'Alliance                          |                                                        |
| 15.   | Kostel Panny Marie z La Saletty                                  |                                                        |
| 15.   | Kostel Panny Marie Nazaretské                                    |                                                        |
| 15.   | Kostel svatého Antonína Paduánského                              |                                                        |
| 15.   | Kostel Saint-Christophe-de-Javel                                 |                                                        |
| 15.   | Kostel Saint-Jean-Baptiste de Grenelle                           |                                                        |
| 15.   | Kostel svatého Jana Křtitele de la Salle                         |                                                        |
| 15.   | Kostel Saint-Lambert de Vaugirard                                |                                                        |
| 15.   | Kostel svatého Lva Velikého                                      |                                                        |
| 16.   | Kaple Lycea Gerson                                               |                                                        |
| 16.   | Kaple Lycea Saint-Louis-de-Gonzague                              |                                                        |
| 16.   | Anglikánský kostel svatého Jiří                                  |                                                        |
| 16.   | Kostel Křesťanské vědy                                           |                                                        |
| 16.   | Kostel španělské misie                                           | vyobrazení                                             |
| 16.   | Kostel Notre-Dame-de-l'Assomption-de-Passy                       |                                                        |
| 16.   | Kostel Notre-Dame-d'Auteuil                                      |                                                        |
| 16.   | Kostel Notre-Dame-de-Grâce-de-Passy                              |                                                        |
| 16.   | Reformovaný kostel Zvěstování                                    | vyobrazení Archivováno 22. 7. 2020 na Wayback Machine. |
| 16.   | Reformovaný kostel v Auteuil                                     |                                                        |
| 16.   | Kostel Saint-Honoré-d'Eylau                                      |                                                        |
| 16.   | Kostel Saint-Pierre-de-Chaillot                                  |                                                        |
| 16.   | Kostel svaté Jany de Chantal                                     |                                                        |
| 16.   | Maison de la Radio                                               |                                                        |
| 17.   | Luteránský kostel Nanebevstoupení                                |                                                        |
| 17.   | Protestantský kostel v Batignolles                               |                                                        |
| 17.   | Protestantský kostel Étoile                                      | vyobrazení                                             |
| 17.   | Kostel Saint-Charles-de-Monceau                                  |                                                        |
| 17.   | Kostel Saint-Ferdinand-des-Ternes                                |                                                        |
| 17.   | Kostel svatého Františka Saleského                               |                                                        |
| 17.   | Kostel svatého Františka Saleského                               |                                                        |
| 17.   | Kostel Saint-Joseph-des-Épinettes                                |                                                        |
| 17.   | Kostel Sainte-Marie des Batignolles                              |                                                        |
| 17.   | Kostel Saint-Michel des Batignolles                              |                                                        |
| 17.   | Kostel svaté Otýlie                                              |                                                        |
| 17.   | Švédský kostel v Paříži                                          |                                                        |
| 18.   | Bazilika Sacré-Cœur                                              |                                                        |
| 18.   | Kostel Saint-Paul de Montmartre                                  |                                                        |
| 18.   | Kostel Notre-Dame de Clignancourt                                |                                                        |
| 18.   | Kostel Saint-Bernard de la Chapelle                              |                                                        |
| 18.   | Kostel Saint-Denys de la Chapelle                                |                                                        |
| 18.   | Kostel Saint-Jean de Montmartre                                  |                                                        |
| 18.   | Kostel Saint-Pierre de Montmartre                                |                                                        |
| 18.   | Kostel Sainte-Geneviève des Grandes Carrières                    |                                                        |
| 19.   | Conservatoire national supérieur de musique et de danse de Paris |                                                        |
| 19.   | Luterský kostel svatého Petra                                    |                                                        |
| 19.   | Kostel Panny Marie Prostřednice všech milostí                    |                                                        |
| 19.   | Kostel svatého Františka z Assisi                                |                                                        |
| 19.   | Kostel Saint-Georges de la Villette                              |                                                        |
| 19.   | Kostel Saint-Jacques-Saint-Christophe de la Villette             |                                                        |
| 19.   | Kostel Saint-Jean-Baptiste de Belleville                         |                                                        |
| 20.   | Kolumbárium na hřbitově Père Lachaise                            |                                                        |
| 20.   | Kostel Eucharistického Srdce Ježíšova                            |                                                        |
| 20.   | Kostel Notre-Dame-de-la-Croix de Ménilmontant                    |                                                        |
| 20.   | Kostel Notre-Dame-des-Otages                                     |                                                        |
| 20.   | Reformovaný kostel v Belleville                                  |                                                        |
| 20.   | Kostel svatého Gabriela                                          |                                                        |
| 20.   | Kostel Saint-Germain-de-Charonne                                 |                                                        |
| 20.   | Kostel svatého Jana Bosca                                        |                                                        |